# Fédération andorrane des sports de glace
La Fédération andorrane des sports de glace (Federació Andorrana d'Esports de Gel en catalan) est l'organisme officiel qui gère le hockey sur glace, le patinage artistique et le curling en Andorre.
Fondée le 18 mars 1992, la FAEG est affiliée à la Fédération internationale de hockey sur glace depuis le 4 mai 1995, à l'International Skating Union depuis 1995, ainsi qu'à la Fédération mondiale de curling,.
Elle compte 52 licenciés en hockey sur glace en 2017.
La fédération gère aussi les compétitions de patinage artistique et de curling en Andorre.